# John Inverdale
John Inverdale, né le 27 septembre 1957 à Plymouth, est un présentateur sportif de la BBC. 
Il couvre les événements tels le tournoi de Wimbledon, les Jeux olympiques, le golf (Ryder Cup le British Open de golf)  et le Marathon de Londres et surtout le rugby à XV.
Il a succédé à Steve Rider (en) en 2006 pour commenter le rugby à la télévision.
Il est impliqué dans le club de rugby d'Esher (Esher Rugby Football Club) dans le comté de Surrey.

## Filmographie
- 2015 : A Hundred Streets de Jim O'Hanlon (en pré-production) : lui-même